# Castle Dale
La ville américaine de Castle Dale est le siège du comté d'Emery, dans l’Utah. Elle comptait 1 630 habitants en 2010.

## Démographie
| Groupe            | Castle Dale | Utah | États-Unis |
| ----------------- | ----------- | ---- | ---------- |
| Blancs            | 97,1        | 86,1 | 72,4       |
| Amérindiens       | 1,3         | 1,2  | 0,9        |
| Autres            | 0,7         | 6,1  | 6,4        |
| Métis             | 0,5         | 3,6  | 2,9        |
| Asiatiques        | 0,2         | 2,0  | 4,8        |
| Afro-Américains   | 0,2         | 1,1  | 12,6       |
| Total             | 100         | 100  | 100        |
|                   |             |      |            |
| Latino-Américains | 2,9         | 13,0 | 16,7       |

Selon l'American Community Survey pour la période 2010-2014, 96,67 % de la population âgée de plus de 5 ans déclare parler l'anglais à la maison, 2,37 % déclare parler l'espagnol et 0,96 % une autre langue.

## Source
- (en) Cet article est partiellement ou en totalité issu de l’article de Wikipédia en anglais intitulé « Castle Dale, Utah » (voir la liste des auteurs).

1. ↑  (en) « Race and Hispanic or Latino: 2010 - State -- Place and (in selected states) County Subdivision », sur factfinder.census.gov.
2. ↑  (en) « Language spoken at home by ability to speak english for the population 5 years and over. Universe: Population 5 years and over. 2010-2014 American Community Survey 5-Year Estimates », sur factfinder.census.gov.